# Firdous Bamji
Firdous Bamji es un actor y escritor indio.

## Primeros años de vida
Bamji nació en Bombay, India, en una familia parsi que residía en Baréin. Su padre, Esadvaster, era el representante regional de Norwich Union Life Insurance Society. Su madre, Roshan, era ama de casa. Ambos participaban en varias organizaciones cívicas.

## Educación
Bamji asistió a St. Christopher's School, en Baréin, una escuela privada británica, hasta los diez años. En 1977, él y sus dos hermanos fueron enviados a Kodaikanal International School, un internado estadounidense en las montañas del sur de la India. Posteriormente, asistió a la Universidad de Carolina del Norte, Greensboro y la Universidad de Carolina del Sur, donde obtuvo una licenciatura en Periodismo y un máster en Bellas Artes.

## Carrera
Durante sus últimos años en la escuela de pregrado, comenzó a actuar en el primer teatro profesional de Columbia, Trustus, donde el director artístico iconoclasta Jim Thigpen lo tomó bajo su protección. En Trustus, interpretó varios papeles, incluyendo Pale en Burn This, Torch en Beirut, Danny en Danny and the Deep Blue Sea, Peter Patrone en The Heidi Chronicles y todos los papeles en la obra en solitario de Eric Bogosian, Drinking in America.
Después de estudiar una maestría en teatro en la USC, Bamji se mudó a Washington D. C. para terminar su carrera como aprendiz en el Shakespeare Theatre. En 1994, fue elegido para SubUrbia de Eric Bogosian en el Teatro Mitzi Newhouse del Lincoln Center, y él y su entonces esposa, Erin Thigpen, vendieron el coche y se mudaron a la ciudad de New York. Bamji ha aparecido en escenarios de Nueva York, Chicago, San Francisco, Washington D. C. y Los Ángeles y en los principales teatros regionales de Estados Unidos. Ha interpretado papeles principales en estrenos mundiales y estadounidenses de obras de dramaturgos como Tom Stoppard, Tony Kushner, Naomi Wallace, Rebecca Gilman y Eric Bogosian.
En 2007 fue invitado por el director Simon McBurney a coescribir y actuar en una nueva obra con la compañía británica Complicite. La pieza debía girar en torno a la relación entre dos matemáticos puros que vivieron a principios del siglo XX, el genio autodidacta Srinivasa Ramanujan y el don de la Universidad de Cambridge, G. H. Hardy. Bamji había estado interesado en esta historia durante varios años y estaba trabajando en el guion de una película cuando McBurney lo abordó. El resultado fue A Disappearing Number, que ganó el premio Laurence Olivier y el Critics Circle Theatre Award a la mejor obra nueva y el premio Evening Standard a la mejor obra. Durante los siguientes cuatro años, A Disappearing Number realizó una gira por Europa, Australia, India y Estados Unidos y terminó su carrera aclamada universalmente en el Novello Theatre en el West End de Londres. Los créditos televisivos de Bamji incluyen Law & Order y Law & Order SVU y sus créditos cinematográficos incluyen The Sixth Sense, Unbreakable, Analyze That, Ashes, Justice y The War Within, por los que recibió una nominación al premio Independent Spirit. En 2015 recibió un premio Obie por su actuación en la producción del Roundabout Theatre de Indian Ink de Tom Stoppards. Ha narrado más de veinte audiolibros, incluidos El jugador de Fyodor Dostoevsky, Siddhartha de Hermann Hesse, La dama de las camelias de Alexandre Dumas, La marea hambrienta de Amitav Ghosh, y La encantadora de Florencia de Salman Rushdie, por el cual recibió una nominación al premio Audie.

## Vida personal
Bamji vive en Londres con su pareja, la actriz británica Hayley Mills.

## Premios
Premio Obie 2015, Premio Independent Spirit nom. 2005, Premio Audie nom. 2009